# Mona Hatoum

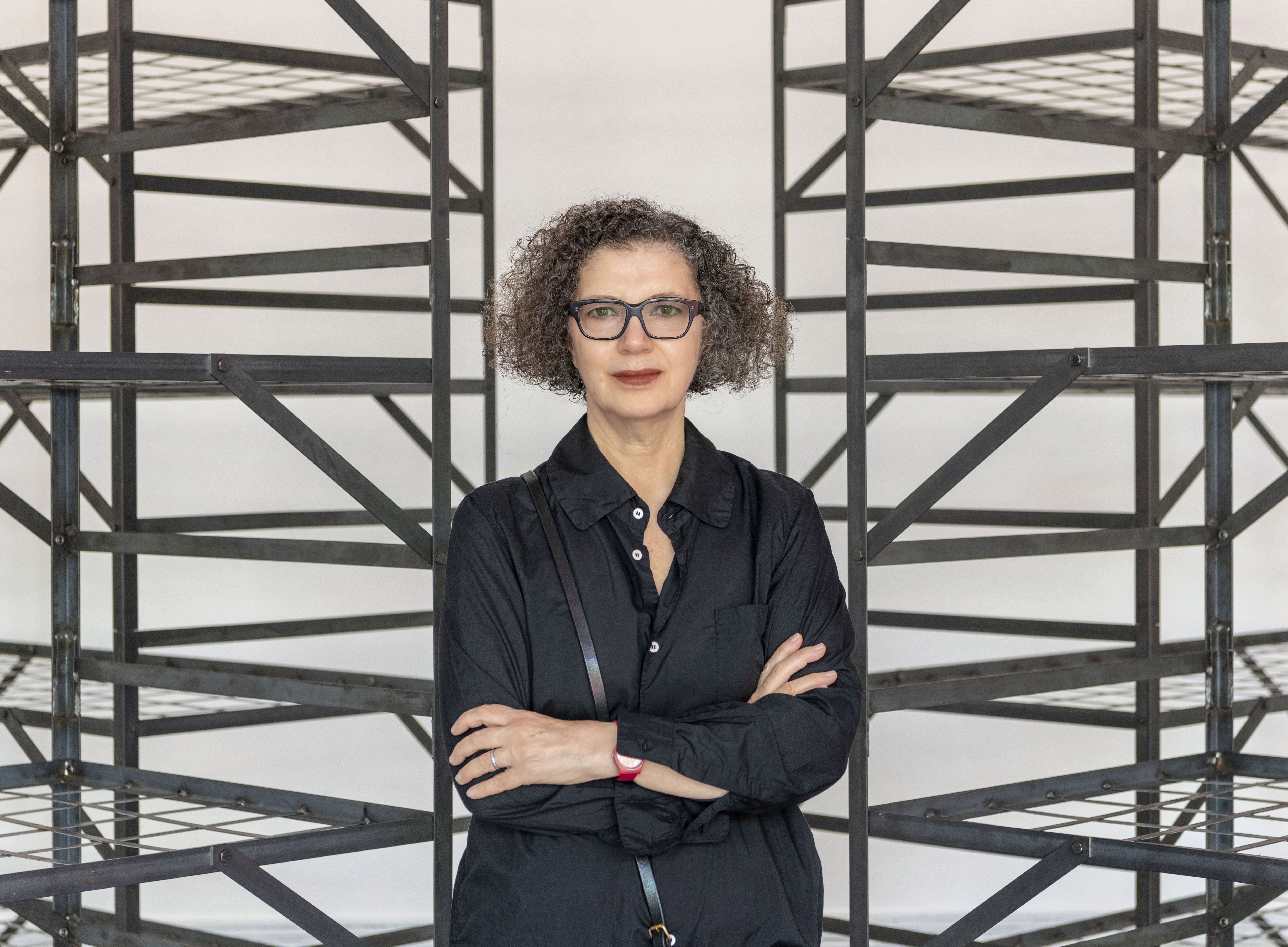
Mona Hatoum, 2021.

Mona Hatoum (tiếng Ả Rập: منى حاطوم; sinh năm 1952) là một nghệ nhân người Palestine theo trường phái Nghệ thuật sắp đặt, hiện sống ở Luân Đôn, Vương quốc Anh.

## Tiểu sử
Mona Hatoum sinh năm 1952 tại Beirut, Liban, có bố mẹ là người Palestine. Mặc dù sinh ra ở Liban, Hatoum lại không đủ điều kiện để được cấp thẻ căn cước tại quốc gia này, đồng nghĩa với việc cô không được công nhận là công dân của Liban. Khi lớn lên, gia đình không ủng hộ mong muốn theo đuổi nghệ thuật của Hatoum. Trong suốt thời thơ ấu của mình, cô vẫn tiếp tục niềm đam mê vẽ vời của mình, dùng tranh vẽ để minh họa cho các bài tập, từ thơ ca cho đến khoa học.
Hatoum học thiết kế đồ họa tại Đại học Cao đẳng Beirut ở Liban trong vòng 2 năm và sau đó bắt đầu làm việc tại một công ty quảng cáo. Hatoum, tuy nhiên, lại không hài lòng với công việc của chính mình. Trong chuyến thăm Luân Đôn năm 1975, một cuộc nội chiến nổ ra ở Liban và buộc Hatoum phải đi tị nạn.
Cô đã ở lại Luân Đôn, được đào tạo tại Trường Mỹ thuật Byam Shaw và Trường Mỹ thuật Slade of Fine Art giữa những năm 1975 và 1981. Trong những năm đó, cô đã đi nhiều nơi và triển khai một hoạt động mỹ thuật khám phá những cuộc đấu tranh của con người liên quan đến xung đột chính trị và bất bình đẳng trên toàn cầu.

## Triển lãm
Từ năm 1983, Mona Hatoum đã trưng bày cả tác phẩm nghệ thuật sắp đặt và các video về nghệ thuật trình diễn của mình trong các cuộc triển lãm trên khắp thế giới.
Vào tháng 3 năm 2018, Hatoum đã lọt vào danh sách nhận Giải thưởng Hepworth dành cho Điêu khắc, cùng với Michael Dean, Phillip Lai, Magali Reus và Cerith Wyn Evans.